# James Whitmore Jr.
Pour les articles homonymes, voir Whitmore.
James Allen Whitmore Jr. est un acteur, réalisateur, et scénariste américain, né le 24 octobre 1948 à Manhattan. Il est le fils de l'acteur James Whitmore.

## Biographie
Il a travaillé essentiellement pour la télévision.

## Filmographie

### Acteur

#### Cinéma
- 1978 : Les Boys de la compagnie C (The Boys in Company C) : Lieutenant Archer
- 1978 : The Gypsy Warriors de Lou Antonio : Capitaine Sheldon Alhern
- 1979 : A Force of One : Moskowitz
- 1980 : Long Riders : Mr. Rixley
- 1982 : Don't Cry, It's Only Thunder de Peter Werner : Major Flaherty
- 1984 : Au cœur de l'enfer (Purple Hearts) de Sidney J. Furie : Bwana
- 1992 : Stringer de Michael DeLuise : Un homme armé

#### Télévision

##### Téléfilm
- 1976 : Law and Order de Marvin J. Chomsky : Pete Caputo
- 1978 : The Bastard : Esau Sholto
- 1978 : The Critical List : Dr Jack Hermanson
- 1978 : Human Feelings : inspecteur
- 1979 : The Chinese Typewriter : Jim Kilbride
- 1980 : Police Story: Confessions of a Lady Cop : Jeff Allen
- 1981 : The Killing of Randy Webster : Officier Vane
- 1981 : En plein cauchemar (The Five of Me) : Harry
- 1984 : Flight 90: Disaster on the Potomac : Capitaine Larry Wheaton
- 1985 : Dark Horse : Carl Beattie
- 1986 : Combattante du feu (Firefighter) : Capitaine Bukowski

##### Série télévisée
- 1976 : McMillan & Wife : Goon
- 1976 à 1977 : Les Têtes brûlées (Baa Baa Black Sheep) : Capt. Jimmy Gutterman
- 1977 et 1979 : Deux cent dollars plus les frais (The Rockford Files) : Fred Beamer / Freddie Beamer
- 1977 et 1980 : Lou Grant : Officier Trask / Nick Boyer
- 1978 : Police Story : Officier Tim Burke
- 1978 : Galactica : Robber
- 1978 : Dallas : B.J. Connors
- 1979 : David Cassidy - Man Undercover : Spanner
- 1980 : The Yeagers : Will Yeager
- 1980 : Timide et sans complexe (Tenspeed and Brown Shoe) : Sgt. Bogart
- 1981 : Walking Tall : Tom Coleman
- 1981 à 1982 : Magnum : S2E1 Billy Joe Bob Little / Sebastian Nuzo
- 1981 à 1983 : Ralph Super-héros (The Greatest American Hero) : Gordon McCready / Byron Bigsby / Norman Fackler
- 1981 à 1983 et 1986 : Simon et Simon : Paul Scully / Bill Freeman / Manager Al Goddard
- 1982 : Bret Maverick : Justice Smith
- 1983 : K2000 : Rick Calley
- 1984 : Hooker : Frank Bryce
- 1984 : Les Deux font la paire (Scarecrow and Mrs. King) : Colonel Sykes
- 1984 : Jessie : Will Baxter
- 1984 : Les Routes du paradis (Highway to Heaven) : Richard Gaines
- 1984 : Supercopter : Maj. Sam Roper / Sam Houston
- 1984 - 1985 : Le Juge et le Pilote (Hardcastle and McCormick) : Kenneth Boyer / Travis Baker
- 1984 - 1986 : Rick Hunter : Sgt. Bernie Terwilliger
- 1985 : Capitaine Furillo (Hill Street Blues) : Tony Catina
- 1985 : Tonnerre mécanique (Street Hawk) : Neil Jacobs
- 1985 et 1987 : La cinquième dimension (The Twilight Zone) : Sherif Dennis Wells / Ira Richman
- 1991 à 1993 : Code Quantum : Bob Crockett / Clayton Fuller / Le capitaine de la police
- 1992 : Tequila et Bonetti : Shadow
- 1995 : Beverly Hills : Un passager
- 1999 : Le caméléon (The Pretender) : Capitaine Russ Osborne

### Réalisateur

#### Téléfilm
- 1994 : The Rockford Files: I Still Love L.A.
- 1995 : Crowfoot
- 1996 : Wiseguy

#### Série télévisée
- 1985 : Riptide
- 1985 à 1990 : Rick Hunter (Hunter)
- 1987 et 1990 : 21 Jump Street
- 1989 à 1993 : Code Quantum (Quantum Leap)
- 1989 : Un flic dans la mafia (Wiseguy)
- 1989 : Booker
- 1990 : Ferris Bueller (en)
- 1990 : Broken Badges
- 1992 : Tequila et Bonetti (Tequila and Bonetti)
- 1993 : Melrose Place
- 1993 à 1995 : L'As de la crime (The Commish)
- 1993 à 1996 : Beverly Hills 90210
- 1994 : Le Rebelle (Renegade)
- 1994 : Models Inc.
- 1995 : X-Files : Aux frontières du réel (The X-Files, épisode Parole de singe)
- 1995 : Drôle de chance (Strange Luck)
- 1995 à 1996 : L'Homme de nulle part (Nowhere Man)
- 1996 : Hercule
- 1996 : Mr. et Mrs. Smith
- 1996 à 1999 : Le Caméléon (The Pretender)
- 1997 : Pensacola
- 1997 : Brentwood
- 1997 et 1998 : Profiler
- 1998 : Brooklyn South
- 1998 : Sleepwalkers
- 1998 : Love Therapy
- 1998 et 1999 : Buffy contre les vampires (Buffy the Vampire Slayer, épisodes : La Soirée de Sadie Hawkins, Le Masque de Cordolfo, Les Belles et les Bêtes, Intolérance et Le Zéro pointé)
- 1999 : Charmed
- 1999 : Strange World
- 1999, 2000 et 2003 : Dawson
- 2000 : La Famille Green (Get Real)
- 2000 : Young Americans
- 2000 à 2001 : Roswell
- 2001 : Angel (épisode Le Grand Bilan)
- 2001 : JAG
- 2001 : Le Fugitif (The Fugitive)
- 2001 à 2002 : Providence
- 2001 à 2002 : Witchblade
- 2001 à 2002 : Dark Angel
- 2002 à 2003 : 24 heures chrono
- 2002 : First Monday
- 2002 à 2003 : Star Trek: Enterprise
- 2003 : Shérifs à Los Angeles (10-8: Officers on Duty)
- 2003 : Mister Sterling
- 2003 à 2004 : Dead Like Me
- 2003 à 2005 : Cold Case : Affaires classées
- 2003 à 2005 : Mes plus belles années (American Dreams)
- depuis 2004 : NCIS : Enquêtes spéciales (NCIS: Naval Criminal Investigance Service)
- 2005 : Les Experts : Manhattan (CSI: NY)
- 2005 : Wanted
- 2006 : Bones
- 2006 à 2007 : Jericho
- 2006 à 2009 : The Unit : Commando d'élite (The Unit)
- 2007 : Cane
- 2007 : Las Vegas
- 2007 : Moonlight
- 2008 - 2009 : The Cleaner
- 2009 : Harper's Island
- 2009 à 2013 : NCIS : Los Angeles
- 2009 à 2014 : The Good Wife
- 2010 : Lie to Me
- 2010 : Hawaii 5-0
- 2012 : Person of Interest
- 2012 à 2013 : Blue Bloods
- 2013 : Vegas
- 2013 : King and Maxwell
- 2014 : NCIS : Nouvelle-Orléans
- 2014 : Suits, avocats sur mesure (Suits)

### Scénariste
- Cold Case : Affaires classées